# 불길한 바르하이트
《불길한 바르하이트》는 KLab에서 2019년 4월 23일 출시한 모바일 게임이다.